# Bulbophyllum alveatum
Bulbophyllum alveatum är en orkidéart som beskrevs av Jaap J. Vermeulen. Bulbophyllum alveatum ingår i släktet Bulbophyllum och familjen orkidéer. Inga underarter finns listade i Catalogue of Life.